# Большие Хомяки
Больши́е Хомя́ки — село Екатериновского сельсовета Добровского района Липецкой области.
В селе четыре улицы: Колхозная, Набережная, Советская, Школьная.

## Население
| 2010 |
| ---- |
| 75   |

Большие Хомяки расположены на реке Делеховка (правый приток Воронежа), примерно в 33 километрах от райцентра, высота центра селения над уровнем моря — 181 м.